# Melles
Melles är en kommun i departementet Haute-Garonne i regionen Occitanien i södra Frankrike. Kommunen ligger i kantonen Saint-Béat som tillhör arrondissementet Saint-Gaudens. År 2022 hade Melles 85 invånare.

## Befolkningsutveckling
Antalet invånare i kommunen Melles
Referens:INSEE